# 渋谷謙人
渋谷 謙人（しぶや けんと、1988年4月23日 - ）は日本の俳優、タレント。神奈川県足柄上郡大井町出身。プレイヤーズエージェンシー所属。

## 来歴・人物
実家は中華料理屋を経営。大井町立上大井小学校、大井町立湘光中学校を経て、神奈川県立大井高等学校中退。かつては劇団ひまわり、砂岡事務所、スターダストプロモーション、ケイファクトリーに所属していた。
8歳の頃にデビュー。写真のモデルを経て、小学校4年の時に「劇団ひまわり」へ入所。2002年、ドラマ愛の詩『どっちがどっち!』（NHK教育）で初主演を務め、男子と体が入れ替わった女子を演じた。
特技はサッカーで、東京ヴェルディのジュニアユースに所属していた経歴を持つ。

## 出演

### テレビドラマ
- ウルトラマンダイナ 第43話「あしなが隊長」（1998年7月4日、MBS） - 孤児院の少年 役
- ひとりぼっちの君に（1998年7月 - 9月、TBS）
- 青い鳥症候群 第5話（1999年11月13日、テレビ朝日）
- 救急戦隊ゴーゴーファイブ 第49話・第50話（2000年1月30日・2月6日、テレビ朝日） - 利雄 役
- ラブコンプレックス 第8話（2000年11月30日、フジテレビ） - 真行寺アユム（少年期） 役[4]
- 金田一少年の事件簿 魔術列車殺人事件（2001年3月25日、日本テレビ） - 高遠遙一（少年期） 役
- 恋がしたい恋がしたい恋がしたい（2001年7月 - 9月、TBS） - 黄田正晴 役
- 大河ドラマ（NHK）
  - 利家とまつ〜加賀百万石物語〜 第16回（2002年4月21日） - 松千代丸 役
  - いだてん〜東京オリムピック噺〜 第34回（2019年9月8日） - 中橋基明 役
  - 青天を衝け 第22回 - 第24回（2021年7月11日 - 8月15日） - 山内文次郎 役
- ドラマ愛の詩 どっちがどっち！（2002年10月5日 - 12月28日、NHK教育） - 主演・古谷淳 役
- こちら本池上署 第1シリーズ 第8話（2002年8月26日、TBS） - 石神宏太 役
- 楽園のつくりかた（2003年11月29日、NHK） - 一ノ瀬ヒカル 役
- はみだし刑事情熱系 HAMIDEKA PART7 第9話（2003年3月5日、テレビ朝日） - 藤田雅志 役
- WATER BOYS2（2004年7月6日 - 9月21日、フジテレビ） - 渋川 役
- 仮面ライダーシリーズ（テレビ朝日）
  - 仮面ライダー響鬼 第25話 - 第27話（2005年7月24日 - 8月14日） - 津村努 役
  - 仮面ライダーW 第19話・第20話（2010年1月24日・31日） - 片平清 役
- プリンセス・プリンセスD（2006年6月28日 - 9月13日、テレビ朝日） - 源本九郎 役
- すみれの花咲く頃（2007年1月8日 / 4月1日、NHK BShi / NHK総合） - 若林博史 役
- 東京ゴースト・トリップ 第11話「イタコ、やめます」（2008年6月、TOKYO MX・tvkほか） - 高校生・秀人 役
- Q.E.D. 証明終了 第3・7・9・最終回（2009年1月-3月、NHK） - モルダー / 盛田織理 役
- ブルドクター 第3話（2011年7月20日、日本テレビ） - 水島千秋の隣人 役
- デカワンコ 新春スペシャル（2012年1月7日、日本テレビ）
- ハンチョウ〜警視庁安積班〜（TBS）
  - シリーズ5 第4話（2012年4月30日） - 内田篤 役
  - シリーズ6 第7話（2013年2月25日） - 海道武 役
- 息もできない夏 第5話（2012年8月7日、フジテレビ）
- ビギナーズ！ 第5話（2012年8月16日、TBS） - 浜野純平 役
- 月曜ゴールデン ヤメ刑探偵 加賀美塔子2「ミイラは巡る」（2012年11月26日、TBS） - 中尾巡査 役
- 科捜研の女 （テレビ朝日）
  - Season12 第3話（2013年1月24日、テレビ朝日） - 磯貝信二 役
  - Season24 第9話（2024年9月4日、テレビ朝日） - 根岸徳男 役
- 泣くな、はらちゃん 第9話（2013年3月16日、日本テレビ） - 悪い人（3人組の不良）役
- ぱじ〜ジイジと孫娘の愛情物語〜（2013年3月27日、テレビ東京）
- リッチマン、プアウーマン in ニューヨーク（2013年4月1日、フジテレビ）
- ガリレオ 第2シーズン 第三章「心聴る」（2013年4月29日、フジテレビ）
- クロユリ団地〜序章〜 第5話（2013年5月7日、TBS） - 仁科祐介 役
- お天気お姉さん 第5話（2013年5月10日、テレビ朝日）
- 土曜ワイド劇場 私は代行屋！事件推理請負人2（2013年11月2日、テレビ朝日） - 菅原真一 役
- 戦力外捜査官（日本テレビ）- 関川直樹 / チャン・ドン・マイ 役
  - 戦力外捜査官（2014年1月11日 - 3月15日）
  - 戦力外捜査官SPECIAL（2015年3月21日）
- S -最後の警官- 第1話（2014年1月12日、TBS） - 興津力也 役
- BORDER 警視庁捜査一課殺人犯捜査第4係 第4話（2014年5月1日、テレビ朝日） - 八巻功一 役
- HERO 第2期 第9話（2014年9月8日、フジテレビ） - 新井勇弥 役
- 塔馬教授の天才推理（フジテレビ） - 東京命和大学職員・上林 役
  - 金曜プレステージ 塔馬教授の天才推理2「湯殿山麓ミイラ伝説殺人事件」（2014年9月19日）
  - 土曜ワイド 塔馬教授の天才推理3「からくり人形殺人事件」（2019年3月9日）
- 女はそれを許さない 第9話（2014年12月16日、TBS） - 西島 役
- 土曜ドラマ 限界集落株式会社（2015年1月31日 - 2月28日、NHK） - 谷村三樹夫 役
- DOCTORS3 最強の名医 第6話（2015年2月12日、テレビ朝日） - 星野太郎 役
- 保育探偵25時〜花咲慎一郎は眠れない!!〜 第8話（2015年3月6日、テレビ東京） - 川口恵司 役
- Dr.倫太郎 （2015年4月15日 - 6月17日、日本テレビ）
- まんまこと～麻之助裁定帳～ 第4話「静心なく」（2015年8月13日、NHK総合） - 茂太郎 役
- 探偵の探偵（2015年7月9日 - 9月17日、フジテレビ） - 長谷部憲保 役
- サムライせんせい 第2話（2015年10月30日、テレビ朝日） - 橋本正 役
- 連続テレビ小説（NHK）
  - ザ・プレミアム まれ〜また会おうスペシャル〜・後編「一子の恋〜洋一郎25年目の決断〜」（2015年10月31日、NHK BSP） - 猪俣祐二 役
  - ひよっこ（2017年4月 - 9月） - 助川豊作 役
  - スペシャルドラマ ひよっこ2（2019年3月25日 - 28日） - 助川豊作 役
  - らんまん（2023年5月16日 - 9月） - 細田晃助 役
- エンジェル・ハート 第6話（2015年11月15日、日本テレビ） - 遠山一真 役
- 相棒（テレビ朝日）
  - season14 第14話「スポットライト」（2016年2月3日） - 漫才コンビ「でんすけ」のツッコミ・あおい運送のアルバイト・桑島伝 役
  - season18 第10話「杉下右京の秘密」（2019年12月18日） - 練山南交番巡査・町田良夫 役
- 臨床犯罪学者 火村英生の推理 第4話「ダリの繭」（2016年2月7日、日本テレビ） - 吉住則夫 役
- フラジャイル 第8話（2016年3月2日、フジテレビ） - 近田医師 役
- 真夜中の百貨店〜シークレットルームへようこそ〜 Season1（2016年4月 - 、BSジャパン） - バイヤー 役 [5][6]
- グッドパートナー 無敵の弁護士 第7話（2016年6月2日、テレビ朝日） - 島津勝太 役
- モンタージュ 三億円事件奇譚（2016年6月25日・26日、フジテレビ） - 望月竜 役
- ほんとにあった怖い話 夏の特別編2016 「呪いの絵馬」（2016年8月20日、フジテレビ） - 小林 役
- でぶせん（テレビ版）（2016年8月21日 - 10月2日、日本テレビ） - 裏見多摩部 役[7]
- ゆるい 第5話「隣人モモンタ」（2016年9月6日、TOKYO MX・サンテレビ）
- 運命に、似た恋（2016年9月23日 - 11月11日、NHK総合） - 葵海知 役
- コールドケース 〜真実の扉〜 シーズン1 第9話「約束 The Promise」（2016年12月17日、WOWOW） - 保坂刑事 役
- 警部補・碓氷弘一 「殺しのエチュード」（2017年4月9日、テレビ朝日） - 野間恭平 役
- 貴族探偵 第4話（2017年5月8日、フジテレビ） - 田名部優（赤川和美） 役
- コード・ブルー -ドクターヘリ緊急救命- 3rd.season 第9回・最終回（2017年9月11・18日、フジテレビ） - 村岡正朗 役
- 民衆の敵〜世の中、おかしくないですか!?〜 第3話・第4話（2017年、フジテレビ） - 今井一馬 役
- 先に生まれただけの僕 第6話・第9話・最終話（2017年11月18日・12月9日・16日、日本テレビ） - 南隆太 役
- 日曜ワイド 越後純情刑事・早乙女真子（2018年1月28日、テレビ朝日） - 木下裕也 役
- おっさんずラブ シーズン1 episode2（2018年4月28日、テレビ朝日） - 棚橋一紀 役
- Missデビル 人事の悪魔・椿眞子 第6話（2018年5月19日、日本テレビ） - 松原響 役
- 内田康夫サスペンス 新・浅見光彦シリーズ3 平家伝説殺人事件（2018年5月21日、TBS） - 橋本大河 役
- 刑事7人 SEASON4 第9話（2018年9月5日、テレビ朝日） - 古川泰 役
- NHKスペシャル 未解決事件　File.07 警察庁長官狙撃事件「容疑者Nと刑事の15年」（2018年9月8日、NHK）[8]
- ダイアリー（2018年9月9日 - 30日、NHK BSプレミアム）
- 健康で文化的な最低限度の生活 第9話・最終話 （2018年9月11日・18日、関西テレビ） - 宮川洋介 役
- 今日から俺は!! 第1話・第9話・最終話（2018年10月14日・12月9日・16日、日本テレビ） - 丸田 役
- 黄昏流星群〜人生折り返し、恋をした〜 （2018年10月11日 - 12月13日、フジテレビ） - 上田明 役
- 世にも奇妙な物語 '18秋の特別編 「あしたのあたし」（2018年11月10日、フジテレビ） - 斉木拓也 役
- ドロ刑 -警視庁捜査三課- 第7話（2018年11月24日、日本テレビ） - 若い医師 役
- 深夜のダメ恋図鑑 第9夜（2018年12月2日、テレビ朝日）
- サイレント・ヴォイス 行動心理捜査官・楯岡絵麻 第8話「毒をもって毒婦を制す」（2018年12月8日 / 2019年2月27日、BSテレ東 / テレビ東京） - 安達遼平 役
- 直撃！シンソウ坂上SP「元号をとれ！」（2019年1月10日、フジテレビ） - 今井友也（毎日新聞政治部記者） 役
- チャンネル5.5「ゼブラ」[9]（2019年2月22日（21日深夜） - 3月14日、全4話、CBCテレビ） - 早川修 役
- トレース〜科捜研の男〜 第8話（2019年2月25日、フジテレビ） - 御手洗治 役
- ザ・リアリティ・ショー～突然コマーシャルドラマ2～（2019年4月20日、フジテレビ） - 田宮和成 役[10][11]
- 頭に来てもアホとは戦うな！（2019年4月23日 - 6月25日、日本テレビ） - 近藤泰示 役
- 夢食堂の料理人〜1964東京オリンピック選手村物語〜（2019年7月23日、NHK総合） - 高木弘 役
- わたし旦那をシェアしてた（2019年7月4日 - 9月6日、日本テレビ） - 佐伯剛 役
- リーガル・ハート 〜いのちの再建弁護士〜 第4話（2019年8月12日、テレビ東京） - 桜田智也 役
- サイン -法医学者 柚木貴志の事件- 第6話「殺人シナリオ」（2019年8月22日、テレビ朝日） - 落合亮一郎 役
- シャーロック 第11話（2019年12月16日、フジテレビ） - 田中摩周 役
- BARレモン・ハート 年末スペシャル2019（2019年12月30日、BSフジ） - 星野万太郎 役
- 知らなくていいコト（2020年1月8日 - 3月11日、日本テレビ） - 市川武 役
- ケイジとケンジ〜所轄と地検の24時〜（2020年1月16日 - 3月12日、テレビ朝日） - 日下直樹 役
- アメリカに負けなかった男〜バカヤロー総理 吉田茂〜（2020年2月24日、テレビ東京） - 大塚 役
- 妖怪シェアハウス 第3話（2020年8月15日、テレビ朝日） - 斉藤宏 役
- 24 JAPAN 第4話・第5話（2020年10月30日・11月6日、テレビ朝日） - 陳元永福 役
- 青のSP-学校内警察・嶋田隆平- 第1話・第2話（2021年1月12日・19日、関西テレビ・フジテレビ） - 青木祐志 役[12]
- 東京地検の男（2021年3月24日、テレビ朝日） - 太田春男 役
- ソロ活女子のススメ（テレビ東京） - 石岡洋平 役
  - ソロ活女子のススメ（2021年4月3日 - 6月19日）
  - ソロ活女子のススメ2（2022年4月7日 - 5月26日）[13]
  - ソロ活女子のススメ3（2023年4月6日 - 6月22日）[14]
  - ソロ活女子のススメ4（2024年4月4日 - 6月20日）[15]
  - ソロ活女子のススメ5（2025年4月3日 - 6月5日）[16]
- 特捜9 Season4 第1話・最終話（2021年4月7日・6月30日、テレビ朝日） - 八木敬司 役[17]
- イチケイのカラス 第2話（2021年4月12日、 フジテレビ） - 深瀬啓介 役
- ミステリと言う勿れ 第8話・第9話（2022年2月28日・3月7日、フジテレビ） - パン（小麦刑事） 役
- 教祖のムスメ（2022年6月2日 - 7月14日、MBS・tvkほか） - 木村直也 役
- 魔法のリノベ 第3話（2022年8月1日、関西テレビ・フジテレビ）- 村田 役
- 遺留捜査 第7シリーズ 第9話・最終話（2022年9月8日・9月15日、テレビ朝日） - 沢村直哉 役
- 犬神家の一族（2023年4月22日・29日、NHK BSプレミアム / NHK BS4K） - 犬神佐智 役
- 風間公親-教場0- 第7話・第8話（2023年5月22日・29日、フジテレビ） - 西田徹 役
- 育休刑事 第6話（2023年5月23日、NHK総合・NHK BS4K） - 猿谷忍 役
- シガテラ 第11話・第12話（2023年6月16日・6月23日、テレビ東京） - 木場 役
- Dr.チョコレート 第9話（2023年6月17日、日本テレビ） - 岡田清人 役
- CODE-願いの代償- 第1話 - 第4話（2023年7月2日 - 7月23日、読売テレビ・日本テレビ） - 佐々木慎介 役
- くすぶり女とすん止め女（2023年10月11日 - 11月29日、テレビ東京） - 八田誠 役[18]
- 家政夫のミタゾノ 第6シリーズ 第7話（2023年11月21日、テレビ朝日） - 金子孝弘 役[19][20]
- アイドル誕生 輝け昭和歌謡（2023年12月1日、NHK BSプレミアム4K / 2024年1月2日、NHK BS）- 安井千博 役[21]
- 恋する警護24時 第4話 - （2024年2月3日 - 、テレビ朝日） - 金井光男役[22]
- クラスメイトの女子、全員好きでした 第6話・第7話・最終話（2024年8月15日・22日・9月12日、読売テレビ・日本テレビ系） - 桐生学 役[23]
- モンスター 第3話（2024年10月28日、関西テレビ・フジテレビ系） - 五条和彦 役[24]
- オクラ〜迷宮入り事件捜査〜 第7話 - 第9話（2024年11月19日 - 12月3日、フジテレビ） - 久常未来 役[25]
- 私の知らない私（2025年1月9日 - 3月20日、読売テレビ・日本テレビ） - 佐竹恭平 役[26]
- 離婚弁護士 スパイダー Season2 〜偽りと裏切り編〜 第6話・最終話（2025年〈予定〉、日本テレビ） - 坂下武司 役[27]
- アンサンブル 第5話 （2025年2月15日、日本テレビ） - 崎本 役
- 問題物件 最終話（2025年3月26日、フジテレビ） - 津島誠 役[28]
- 能面検事 第1話（2025年7月11日、テレビ東京） - 八木沢孝仁 役[29]
- スティンガース 警視庁おとり捜査検証室（2025年7月22日 - 、フジテレビ） - 雅楽代翔 役[30]
- もしも世界に『レンアイ』がなかったら（2025年8月1日 - 、CBCテレビ） - ナギ 役[31]
- 大追跡〜警視庁SSBC強行犯係〜 第6話（2025年8月13日、テレビ朝日） - 原恭平 役[32]

### 配信ドラマ
- タブー〜秘密の恋〜（2013年1月- 、BeeTV）
- でぶせん（完全版）（2016年8月20日 - 10月1日、Hulu） - 裏見多摩部 役[7]
- 1ページの恋（2019年2月18日 - 3月25日、Abema TV） - 竜一 役
- 地獄のガールフレンド（2019年10月25日 - 12月27日、FOD） - 尚之 役
- 全裸監督2 第5話（2021年6月24日 全話配信、Netflix）
- 私が獣になった夜 シーズン1 第3話（2021年7月2日、ABEMA） - 真司 役[33]
- ヤコ、ショウがクセになる。[注 1] 第2話 - 最終話（2022年2月18日 - 3月25日、Paravi）- 山本昌平 役[34]
- ANIMALS-アニマルズ-（2022年6月23日- 8月18日、ABEMA） - 岡本雄斗 役[35]

### 映画
- スペーストラベラーズ（2000年4月8日、本広克行監督）[4]
- 東京★ざんすっ 第6話「ランニング・フリー」（2001年2月10日、陣内孝則監督ほか） - 学 役
- 青空へシュート!（2001年11月17日、すずきじゅんいち監督） - 山田大輔 役
- MAKOTO（2005年2月19日、君塚良一監督） - サーファー幽霊 役
- おにいちゃんのハナビ（2010年9月25日、国本雅広監督） - 田中勤 役
- ふがいない僕は空を見た（2012年11月17日、タナダユキ監督）
- 映画 妖怪人間ベム（2012年12月15日、狩山俊輔監督）
- 図書館戦争（2013年4月27日、佐藤信介監督）
- MONSTERZ モンスターズ（2014年5月30日、中田秀夫監督）
- 残穢 -住んではいけない部屋-（2016年1月30日、中村義洋監督） - 梶川亮 役[36]
- アイアムアヒーロー（2016年4月23日、佐藤信介監督） - ニシガミ 役
- 劇場版 ラジエーションハウス（2022年4月29日、鈴木雅之監督） - 塚田和也 役[37]
- 太陽とボレロ（2022年6月3日、水谷豊監督）- 小林健 役

### 舞台
- 「オサエロ」（2010年、アクアスタジオ）
- ケイファクトリー俳優教室「強がる画家たち」「ヂアロオグ・プロンタニエ」「天狗裁き」（2013年、下北沢・小劇場 楽園）
- ケイファクトリー俳優教室第2回公演「STAND BY」（2014年、赤坂RED/THEATER）
- 「ヒストリーボーイズ」 （2014年、世田谷パブリックシアター/森ノ宮ピロティホール） - アクタール 役
- 「Take me out(テイク・ミー・アウト)」(2016年、DDD青山クロスシアター/他) - マルティネス役[38]
- パルコ・プロデュース「露出狂」(2016年、Zeppブルーシアター六本木)[39]
- 劇団ワンツーワークス「怒りの旅団」(2017年、赤坂RED/THEATER)[40]
- パルコ・プロデュース「アンチゴーヌ」(2018年、新国立劇場) - エモン役[41][42]

### テレビ番組
- おはスタ「おは番長」（2002年、テレビ東京） - おは五郎 役[4]
- 天才てれびくん（NHK教育）[4]
  - 天才てれびくんワイド「ザ・ドリームサーフィン」第12・13話（2000年7月3日 - 20日） - 平野淳 役
  - 天才てれびくん 天てれドラマ「ロングシュート！」（2002年7月15日）
  - 天才てれびくん MTK「あこがれ」（2002年9月16・23日） - PV出演
- ラジかる！！（2005年10月 - 2006年3月） -

ラジかる5メンバー radi2 役

### ラジオドラマ
- FMシアター（NHK-FM）
  - 「小指のエチュード」（2003年3月8日） - 西山拓也 役[4][43]
  - 「ハッピーバースデートゥーミー！」（2024年3月16日） - 成吾 役[44]
- 日清食品 ごちそうさまの応援団　第10話「勝利の女神」[4]

### ミュージックビデオ
- 氣志團 氣志團現象－外伝－DVD「恋人」「SWEET MEMORIES」（2002年）[4]
- GReeeeN「歩み」（2009年）
- 平井堅「アイシテル」（2010年）
- indigo la End「冬夜のマジック」（2017年）

### 広告
- バンダイ・遊☆戯☆王「遊味王」
- PlayStation「X'ing K-1GP'98　ファイティングソリューション」（1998年）
- マスターカード（2000年）
- Vodafone（2004年）
- 三ツ矢サイダー（2004年）[4]
- 吉野家（2006年）
- 本田技研工業 耕うん機「サ・ラ・ダ」[4]
- トヨタ自動車「T-UP」（2012年 - ）
- アートコーポレーション「アート引越センター」単身引越 / コスト篇（2013年 - ）
- セカンドストリート「買取篇」（2021年）[45]